# Кам'яний Брід (селище)
Кам'яний Брід — селище Звягельського району, Житомирської області, розташоване за 80 км від Житомиру, 21 км від Баранівки, 25 км від Звягеля і 13 км від смт Довбиш. Селище міського типу з 1938 року. Знаходиться у 30 км від залізничної станції Курне та магістралі Житомир — Звягель.

## Історія
Селище засноване в 1862 році. 1895 року на заводі застрайкували робітники, у листопаді 1903 року —вдруге; 1906 року відбулася маївка. Радянську владу встановлено в січні 1918 року.
270 жителів селища були учасниками Великої Вітчизняної війни, 102 з них загинуло. За героїзм, виявлений у боях з німецькими фашистами, 132 чоловіка удостоєні бойових орденів та медалей.
На честь загиблих односельців та 9 воїнів-визволителів встановлено 2 пам’ятники та обеліск Слави.
В селищі проживав колишній матрос крейсера «Аврора», учасник штурму Зимового палацу Г. Є. Віслобоков.
05.02.1965 Указом Президії Верховної Ради Української РСР передано Кам'янобрідську селищну Раду Дзержинського району до складу Новоград-Волинського району.

## Сучасність
Довкола Кам'яного Броду розташовані такі села як: Тартак, Жовте, Дібровка (колишнє Дерманка). Поблизу Тартака виявлено залишки давньоруського поселення. З усіх сторін Кам'яний Брід оточений мішаними лісами. Через Кам'яний Брід протікає річка Немилянка з правою притокою Шабер, річка Лісопілка та річка Дорогань Також в Кам'яному Броді є санаторій, в якому відпочивають діти, постраждалі внаслідок Чорнобильської аварії. Ще є два кар'єри, з яких колись видобували каміння (зараз вони заповненні водою). І як би не згадати про Православну Церкву, яку люди вибудували власними коштами і руками. Також в Кам'яному Броді є кілька невеличких протестантських громад і громада Свідків Єгови.
У Кам'янобрідській загальноосвітній школі І-ІІІ ступенів в наш час навчається близько 280 учнів, будівля школи двоповерхова, частина якої була побудована ще перед Другою світовою війною.
Дорога, яка пролягає через Кам'яний Брід, викладена бруківкою, її протяжність від смт Довбиш до села Рогачів 21 км.
Більшість населення для пересування по селищу користується велосипедами. Для вантажних перевезень досі часто застосовується гужовий транспорт.

## Історія Римо-католицького костелу під патронатом св. Терези від Дитятка Ісус

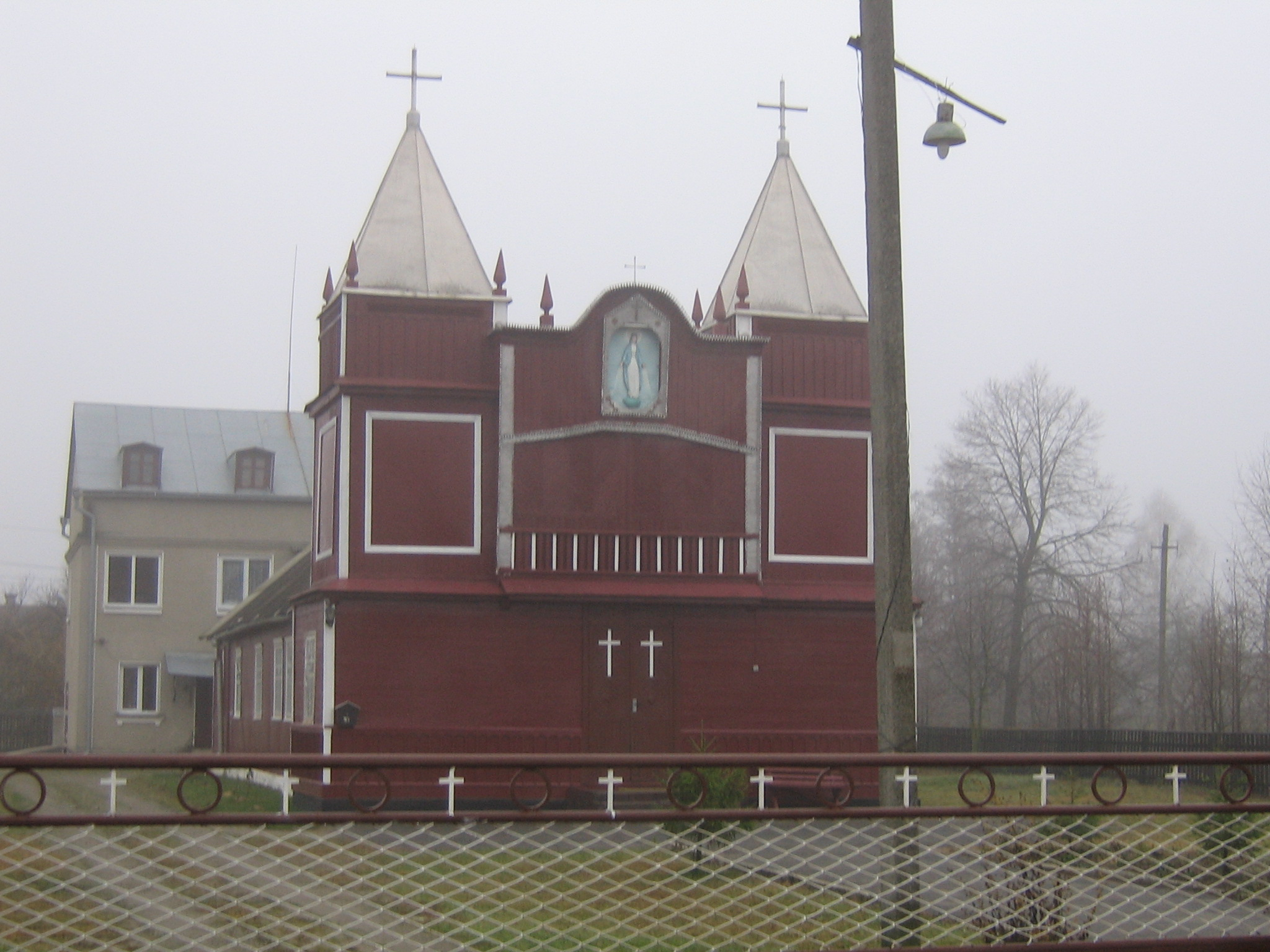
Сучасний костел

Обеліск воїнам, що загинули під час німецько-радянської війни біля стін Кам'янобрідського фаянсового заводу

Римо-католицький костел в Кам'яному Броді існував ще до Другої Світової Війни. Знаходився він з правого боку при в'їзді до Кам'яного Броду зі сторони Довбиша. Відомо, що цей костел у 1931 році обслуговував отець (ксьондз) Павел Гнатович Велик, який постійно проживав в м. Новоград-Волинський (Звягель).
У 1945 році костел в Кам'яному Броді обслуговував отець Яновський з Житомира, а коли він захворів, то отець Станіслав Щипта (також з Житомира).
Костел був замкнений у 1958 році на розказ комуністичної влади. Речі, які служили до Літургії, людьми були перевезені до костелу в с. Слобода. Хоча костел і був замкнений, однак люди збирались на молитву по домівках, а в неділю і свята їздили, хто міг і хто мав чим їхати на Службу Божу в такі місцевості як: Житомир, Полонне, Новоград-Волинський, Слобідка.
Також в даному часі з послугою до Кам'яного Броду приїздив отець Вітко, пробощ (парох) з Новограда-Волинського. Служба Божа тоді правилась на католицькому цвинтарі (в Кам'яному Броді є три цвинтарі: католицький, православний і єврейський).
Зараз по цьому костелі залишилось лише місце. Правдоподібно костел був зруйнований комуністичною владою.
Восени 1990 року для римо-католиків в Кам'яному Броді було дуже велике свято, бо перший раз за багато років у цій місцевості відправлялась Служба Божа. Люди приготували шопу, поставили стіл, який накрили білою скатертиною.
В Кам'яному Броді проживає близько 3 тис. мешканців, і понад половина з них має католицьке коріння.
Першим пробощем в Кам'яному Броді був отець Станіслав Фірут SAC. Він також побудував костел, плебанію (дім, де живе священик). Костел був посвячений 24 вересня 1991 року єпископом києво-житомирської єпархії Яном Пурвінським. Постійних прихожан в парафії налічується близько 300 осіб, 100 з яких це діти і молодь. В парафії працюють також сестри паллотинки, вони провадять катихези (наука релігії) для дітей, провадять кухню для вбогих, доглядають за порядком в костелі.
З 1996 по 1999 рік в Кам'яному Броді був проваджений постулат для кандидатів до Товариства Отців Паллотинів.
В травні 2000 року для мешканців Кам'яного Броду було ще одне знаменне свято — в Житомирському кафедральному соборі вище згадуваним єпископом Яном Пурвінським був висвячений перший священик з цієї парафії, який має ім'я отець Віталій Горбатих SAC (на даний час він навчається в Римі, закінчує писати докторську дисертацію з канонічного права).
Після отця Станіслава Фірута SAC пробощем у Кам'яному Броді був о. Віктор Матушевський SAC. А зараз пробощем є о. Андрій Муха SAC. Як вікарії (заступники пароха) в Кам'яному Броді працювали такі священики: о. Андрій Бафельтовський SAC, о. Франциск Гомульчак SAC, о. Віктор Циран SAC, о. Андрій Муха SAC, о. Януш Гаврих SAC, о. Станіслав Кантор SAC і брат (монах) Іван Березін SAC.

## Історія Кам'яного Броду
Кам'яний Брід - одне із шести селищ такої назви колишнього Радянського Союзу, розташоване серед лісу на річці Немилянці - правої притоки річки Случ у своєрідному трикутнику утвореного вже відомими селищами Довбиша, Баранівки і міста Новоград-Волинського.
Це селище, або ще за колишньою ознакою містечко, не має твердої дати свого виникнення. Якщо в невеличкій замітці «Історії міст і сіл України» зазначено, що Кам'яний Брід саме Баранівського району виник у 1862 році, то це без посилання на джерело історичного визначення, як і сумнівне в своїй достовірності.
Скоріш це селище нині міського типу виникло в першій половині дев'ятнадцятого століття, завдячуючи першим хатам дьогтьогонів, які облюбували одне із мальовничих місць на березі тихоплинної лісової річечки.
З яких часів це лісове помешкання зажило таку назву існує кілька пояснень без твердих переконань. Одне із них спирається на той факт, що першими забудовниками тих хат були поляки саме з подібних польських місць, де вже давно подібна лісова річка має назву Кам'яний Брід. І якщо ця назва не прижилась до нашої річки, а згодом її занесли на карти, як Немилянкою, тому що впадає в Случ саме найближче від села Немильня, то поселення зажило саме такої назви.
Що ж до іншого походження, то воно має теж право на існування, бо зародилось неначе від того, що річка протікала лісовими хащами та болотами і її було здолати без особливих пригод саме там, де її береги і дно мали камінну основу. До того ж така місцина мала щонайбільше біля кількох десятків метрів. Тому кожен мав віднайти цей своєрідний кам'яний брід, щоб подорожувати далі. Одним словом, мабуть із цих двох припущень одно і послужило назві лісовому поселенню - Кам'яний Брід, яка прижилась і якою, начебто, споконвічно задоволені усі, хто проживає, і проживає саме в цьому із шести існуючих Кам'яних Бродів.
Свою утриманість як і історичний розвиток, селище завдячує місцевому фаянсовому заводу. Але і має ще до того природну своєрідну гордість, до якої можна віднести ліс і річку, як і своє розташування з причетністю відразу до кількох районів, з поміж яких найближче майже в кількохстах метрів до Новоград-Волинського та Червоноармійського.
Ліс своїми кремезними широковітими дубами, вічнозеленими стрункими соснами та білокорими березами обступив селище з усіх сторін і простягається від двох, а в окремих напрямках на десятки кілометрів.
Споконвічно ліс неначе охороняє кам'янобрідців від різних бід та дарує їм будівельні матеріали, дрова, як і різні харчі у вигляді різних ягід, грибів, та різноманітних лікарських рослин.
Нерідко все в ті ж тяжкі випробування лісові хащі являлись надійним притулком. Загалом ця природна споконвічна окраса селища заслуговує на присвячення окремих сторінок розповіді в цій книзі.
Ще до виникнення в цій місцевості фаянсового підприємства, своєрідний лісовий хутір, крім згаданих дьогтьогонів та інших працівників лісу, обзаводиться водяним млином. Мабуть його поява на березі лісової річки була ще до зведення вітряків, один із яких, що біля села Владана, достоявсь до п'ятдесятих літ двадцятого століття.
З позиції нинішніх днів начебто важко повірити, що води цієї тихоплинної і часто пересохлої річечки могли крутити нелегкі каміння жорен. Проте крутили. І навіть, як пригадували колишні старожили, ті жорна видавали гарне борошно. Тому що господар цього млина при допомозі жителів довколишніх сіл і хуторів прямо по руслу річечки обладнав два ставки для створення запасу води, яка направлялась на колесо того млина навіть за посушливої погоди.
Згодом ті ставки стануть у пригоді фаянсовій фабриці, власник якої обкладе береги дубовими цямринами, а вода із них самотьоком по дерев’яних жолобах направлятиметься на фабрику. До того ж до тих ставків буде прикріплена людина і в воду не допускатиметься домашня плаваюча птиця, а жінкам заборонено було прати як і використовувати воду в ставках за іншими призначеннями. То ж слід гадати — риба в них розкошувала. її там роками ніхто не ловив.
Взагалі річка була багата живністю як і її берегові зарослі кишіли різним птаством, звіриною, а прибережні галявини ще й багатіли різнотрав’ям як і лікарськими рослинами.
Згодом в багатьох місцях попритулюються до тієї річечки чимало хат і утворять хутори Золотьок, Красне та інші. В основному їх заселяли польські та німецькі сім'ї.
Що ж до тієї місцини, якій згодом судилось стати містечком фаянсовиків, то вона заселялась спочатку не суцільними поселеннями. Облюбовувались підвищення біля річки, потім вклинення до лісу, яке згодом отримає назву Собачівка і носитиме її за сотню років.
Чи не першою вулицею стане дорога від згаданого водяного млина і в напрямку до села Немильня. Ця дорога буде з'єднуючою між містечком і хуторами Батіг, Фіняк, та селом Червона Двірка і далі через урочище Хребча сягатиме сіл Острожка і Рогачева, і слугуватиме пішим і кінним, аж до появи шосейки Довбиш-Рогачів.
Саме ця вулиця в містечку виявиться у природному розташуванні найвищою і, чи не з цієї причини буде облюбована переважною більшістю єврейських поселенців. Вона ж і буде багатшою на різні торговельні лавки. На ній з часом з'явиться корчма, штольня та інші заклади. Одним словом, стане центральною вулицею, хоч ще довго поодинокі ясени, берези та сосни свідчитимуть про її лісове виникнення. Взагалі окремі тасьма з різних кущів та кучки дерев ще довго будуть доказом про виникнення містечка саме в лісі. Пригадують, що ще в 20-30-ті роки двадцятого століття в багатьох місцях селища прямо чи не біля хат виводились дикі качки.
Хоч уже й було забудовано фабрику та Кам'яний Брід як поселення, та ще не дуже поспішали із зведенням хат. В основному робітниками порцелянової фабрики ставали жителі довколишніх сіл і хуторів. І лише чи не з прибуттям єврейських сімей містечко переживає помітну забудову і то виключно за рахунок так званих бараків - довгих хат на кілька сімей. Кілька з цих будівель «дожили» до повоєнного часу другої світової війни. (Можливо фото бараків довоенного часу).
В основному містечко зростає кількістю хат, як і згодом кам'яних забудов у 20-30 роки. А ще помітніше, коли настане час ліквідації довколишніх хуторних поселень, більшість із яких поселенці із Батога, Дідки, Золотька та Красного потягнуться до Кам'яного Броду зі своїми хатами саме в 1938-1939 роках. І саме ті оберуть місцем проживання Кам'яний Брід, хто був якимось чином причетним до заводу. А таких було немало, адже завод постійно перебудовувавсь та і нарощував кількість випуску своєї продукції.
Жителі містечка не були робітниками фабрики в стані пролетаріату. Вони залишались селянами і мали відрізки землі не лише біля хат, але і в тих місцях де були чималі орні поля. І це стосувалось в однаковій мірі як українців, так і поляків та євреїв. І всі однаково мали якусь живність в хлівах. Хто більше, хто менше, але всі.

## Історія Кам'янобрідського фаянсового заводу
Завод заснований в середині 60-х років XIX століття і був власністю княгині Яблонської і графа Тишкевича. Спочатку завод виготовляв різний медичний посуд, настінні прикраси і невеличкі вироби для домашнього вжитку з порцеляни та напівпорцеляни. На початку другої половини XIX ст. завод був орендований австрійською сім'єю Айзика Земелевича Зусмана, яка пізніше, в 1876 році заснувала Кам'янобрідське порцелянове виробництво дорогоцінних речей з використанням німецьких технологій, саксонських деко лей і фарб. Продукцію реалізували в Польщу, Німеччину, Австрію та інші країни Європи.
Через сто років, у 1954—1964 роках, завод перейшов на виготовлення фаянсової продукції. Новий розквіт заводу припав за 60-і роки, відколи головною художницею стала Ася Макеєва. Відтоді вироби заводу, тарелі, скульптури, сервізи і вази здобували призові місця на міжнародних виставках. Сьогодні вони експонуються у багатьох музеях України, є вони і у відомих колекціонерів.
Після реконструкції в 2000 році номенклатура продукції відновилась. Теперішній асортимент представлений фаянсовими тарілками, наборами столових і кавових сервізів, сувенірними і різними виробами сучасних форм, які користуються попитом в Україні і за її межами.
Станом на вересень 2021 р. цей завод повністю зруйнований.

## Історія єврейської громади
Найбільш ранні відомості про місцеву єврейську громаду походять з 1897 року. Діяли три синагоги (в тому числі одна на фаянсовому заводі Зусмана. Вона в 1928 році була закрита й передана під місцевий клуб). Місцеві євреї були прихильниками чорнобильського хасидизму (останній реббе-цадик був Герш-лейб (Цві-Ар'є) Тверський (Макарів-Бердичів). Сам власник заводу — Зусман, проживав У Бердичеві, поруч з будинком цадика.
У 1919 році відбувся погром. Єврейське кладовище було засноване у 1919 році після погрому, що забрав життя близько 200 євреїв, в тому числі місцевого рабина Шмуеля Шварцтейна. Згодом на цьому кладовищі були поховання євреїв із сусіднього селища Довбиш. До наших часів більшість могил зруйновано, без написів.
Цвинтар розділено на дві частини: чоловічий та жіночий. До 1917 року в містечку діяло відділення партії Бунд. Також з відомих особистостей містечка був Хаїм-Лейзер Перельмутер, начальник першого в місті поштамту і революціонер Бунду.
На одному з кар'єрів 24 травня 2009 року був відкритий пам'ятник євреям, розстріляним під час Другої світової війни. Ініціатором встановлення виступив президент Російського єврейського конгресу Юрій Каннер, який народився і виріс в Кам'яному Броді. Меморіал створений на згадку про жертви Голокосту на Житомирщині, також присвячений пам'яті його родичів, які загинули тут.

## Населення
За даними перепису населення 1939 року в Кам'яному Броді проживало 2335 осіб: євреїв — 36,7 % або 857 осіб, українців — 35,4 % або 826 осіб, поляків — 22 % або 514 осіб, інших національностей — 5,9 % або 138 осіб.

### Мова
Розподіл населення за рідною мовою за даними перепису 2001 року:
| Мова       | Кількість | Відсоток |
| ---------- | --------- | -------- |
| українська | 2617      | 98.01%   |
| російська  | 47        | 1.76%    |
| польська   | 3         | 0.11%    |
| угорська   | 2         | 0.07%    |
| єврейська  | 1         | 0.05%    |
| Усього     | 2670      | 100%     |

## Відомі персоналії
Уродженці
- Григорій Гришко — український військовий і громадський діяч, інженер, педагог та перекладач, голова Одеської військової ради, командир Окремої легкої батареї Запорозької дивізії, командир 3-ї батареї 1-ї Запорозької гарматної бригади; хорунжий 4-го Запорозького полку ім. Богдана Хмельницького, підполковник Армії УНР.
- Костянтин Дронговський (1984—2014) — український військовик, солдат ЗСУ, учасник російсько-української війни.
- Степан Криворучко (1904—1998) — український мовознавець, живописець та мистецтвознавець.